# Ballia

Ballia (Bhojpuri: बलिया, hindi : बलिया) est une ville de l'état de l'Uttar Pradesh en Inde. Elle est le centre administratif du district de Bahraich.
Sa frontière orientale se situe à la confluence du Gange et de la Ghaghara.
Ballia est à 141 km de Varanasi.
La langue principale de Ballia est le Bhojpuri, un dialecte de l'Hindi.